# 蓝丁香
蓝丁香（学名：Syringa meyeri）为木犀科丁香属的植物。分布在中国北京等地。

## 别名
南丁香（河南）